# Parodia stockingeri
Parodia stockingeri ist eine Pflanzenart aus der Gattung Parodia in der Familie der Kakteengewächse (Cactaceae). Das Artepitheton stockingeri ehrt den brasilianischen Bildhauer, Maler und Kakteenliebhaber Francisco Stockinger.

## Beschreibung
Parodia stockingeri wächst anfangs einzeln und bildet später Gruppen. Die kugelförmigen bis kurz zylindrischen Triebe erreichen Wuchshöhen von 7 bis 9 Zentimeter und Durchmesser von bis zu 4 Zentimeter. Die zwölf bis 14 Rippen sind senkrecht angeordnet. Die auf ihnen befindlichen kreisrunden Areolen sind gräulich. Aus ihnen entspringen bernsteinfarbene bis hellgelbe, etwas biegsame Dornen. Die vier Mitteldornen weisen Längen von bis zu 1,5 Zentimeter auf. Einer vorn ihnen ist länger als die übrigen. Die 14 Randdornen sind 0,8 bis 1 Zentimeter lang.
Die kurz trichterförmigen leuchtend gelben Blüten erreichen Längen von 3,5 bis 4 Zentimeter und Durchmesser von 4 bis 5,5 Zentimeter. Die Narben sind dunkelrot. Die grünlichen bis rötlichen, kugelförmigen Früchte weisen Längen von bis zu 0,7 Zentimeter auf. Die Früchte enthalten helmförmige schwarze Samen, die schwach gehöckert sind.

## Verbreitung, Systematik und Gefährdung
Parodia stockingeri ist im brasilianischen Bundesstaat Rio Grande do Sul bei São Borja verbreitet.
Die Erstbeschreibung als Notocactus stockingeri durch Karl-Heinz Prestlé wurde 1985 veröffentlicht. Andreas Hofacker und Pierre Josef Braun stellten die Art 1998 in die Gattung Parodia. Weitere nomenklatorische Synonyme sind Peronocactus stockingeri (Prestlé) Doweld (1999, unkorrekter Name ICBN-Artikel 11.4) und Notocactus minimus var. stockingeri (Prestlé) N.Gerloff & Neduchal (2004).
In der Roten Liste gefährdeter Arten der IUCN wird die Art als „Endangered (EN)“, d. h. als stark gefährdet geführt.

## Nachweise